# Río Mersey
El río Mersey es un corto río costero de la vertiente del mar de Irlanda del Reino Unido que transcurre por el noroeste de Inglaterra y tiene una longitud total de 113 km. El nombre procede de la palabra anglosajona Mǽres-ēa que significa «río de la Frontera», ya que durante siglos formó la frontera entre los condados de Lancashire y Cheshire y es probable que también lo hubiera sido entre los reinos anglosajones de Mercia y Northumbria.
El Mersey se forma en Stockport por la confluencia de tres pequeños ríos: el Etherow (30 km), el Goyt y el río Tame (40 km), en especial el Tame y el Goyt. Después pasa cerca de Didsbury, Stretford, Urmston, Flixton e Irlam, donde el río se integra en el canal navegable de Mánchester, que hasta ese momento es la canalización del río Irwell. Desde ese lugar hasta Rixton (cerca de Warrington), el Mersey ha quedado desdibujado totalmente por el canal; en Rixton, el río Bollin desagua en el canal por el sur y el Mersey deja el canal por el norte, describiendo amplios meandros por Woolston y Warrington. En Howley Weir, en Warrington, el río ya sufre el efecto de las mareas y luego se ensancha al salir del pueblo, discurriendo cerca de Runcorn y Widnes y de nuevo se ensancha hasta formar un estuario que tiene unos tres kilómetros de ancho; finalmente se estrecha un poco entre Birkenhead y Liverpool antes de desembocar en la bahía de Liverpool en el mar de Irlanda.
El estuario del Mersey es accesible a barcos de todo tipo.
- Datos: Q19724
- Multimedia: River Mersey / Q19724